# Isla Modo (Jindo)
Isla Modo (en coreano: 모도) es una pequeña isla en el condado de Jindo, provincia de Jeolla del Sur, en el país asiático de Corea del Sur, justo al lado de la esquina suroeste de la península coreana. Se encuentra ubicada al sureste de la isla Jindo y tiene alrededor de 1,1 km de largo y 300 metros de ancho.
Existe una marea relacionada con las variaciones del nivel del mar que da como resultado un fenómeno local (el "Milagro de Moisés").